# Natalia del mar
Natalia del mar, est une telenovela vénézuélienne diffusée en 2011 - 2012 par Venevision.

## Distribution
- Sabrina Salvador - Natalia Uribe
- Manuel Sosa - Luis Manuel Moncada
- Fedra López - Sara Morales (Main Villain)
- Juliet Lima - Perla Uzcategui (Villain)
- Adrián Delgado - Octavio Valladares (Villain)
- Victor Cámara - Adolfo Uzcategui
- Dora Mazzone - Pasionaria López (Villain)
- Rosalinda Serfaty - Irene López
- Eduardo Serrano - Valerio Moncada
- Franklin Virgüez - Baldomero Sánchez
- Yul Bürkle - Padre Baltazar
- Victor Drija - Gerardo Moncada
- Romelia Agüero - Carmela Diaz
- Esther Orjuela - Fernanda De Rivas
- Flor Elena González - Eleonora
- Gigi Zanchetta - Mirtha
- Rosita Vázquez - Pastora
- Fernando Flores - Jacinto
- Roberto Lamarca - Teodoro
- Giogia Arismendi - Candy Romero
- Damián Genovese - Ernesto Valderrama
- Jorge Palacios -
- Héctor Peña - Alvaro Moncada
- Christian Mc Gaffney - Domingo Uribe
- Dayra Lambis - Vivianita
- Daniel Martínez Campos - Julián Uzcategui (Villain)
- Vanessa Pallas - Mariana Moncada
- Roxana Zanetti - Patricia Uzcategui
- Juvel Vielma - Piraña
- María Antonieta Castillo - Loly Montesinos
- Juliette Pardau - Rosarito Uribe
- Nany Tovar - Sandra Perez
- Jose Luis Useche -